# رامگانج
رامگانج (به لاتین: Ramganj) یک منطقهٔ مسکونی در بنگلادش است که در ناحیه لاکشیم‌پور واقع شده‌است. رامگانج ۱۶۹٫۳۱ کیلومتر مربع مساحت و ۳۴۲٬۰۲۷ نفر جمعیت دارد.